# Santa Catarina

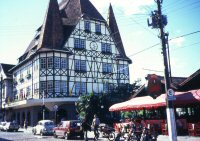
Haus Moellmann in Blumenau

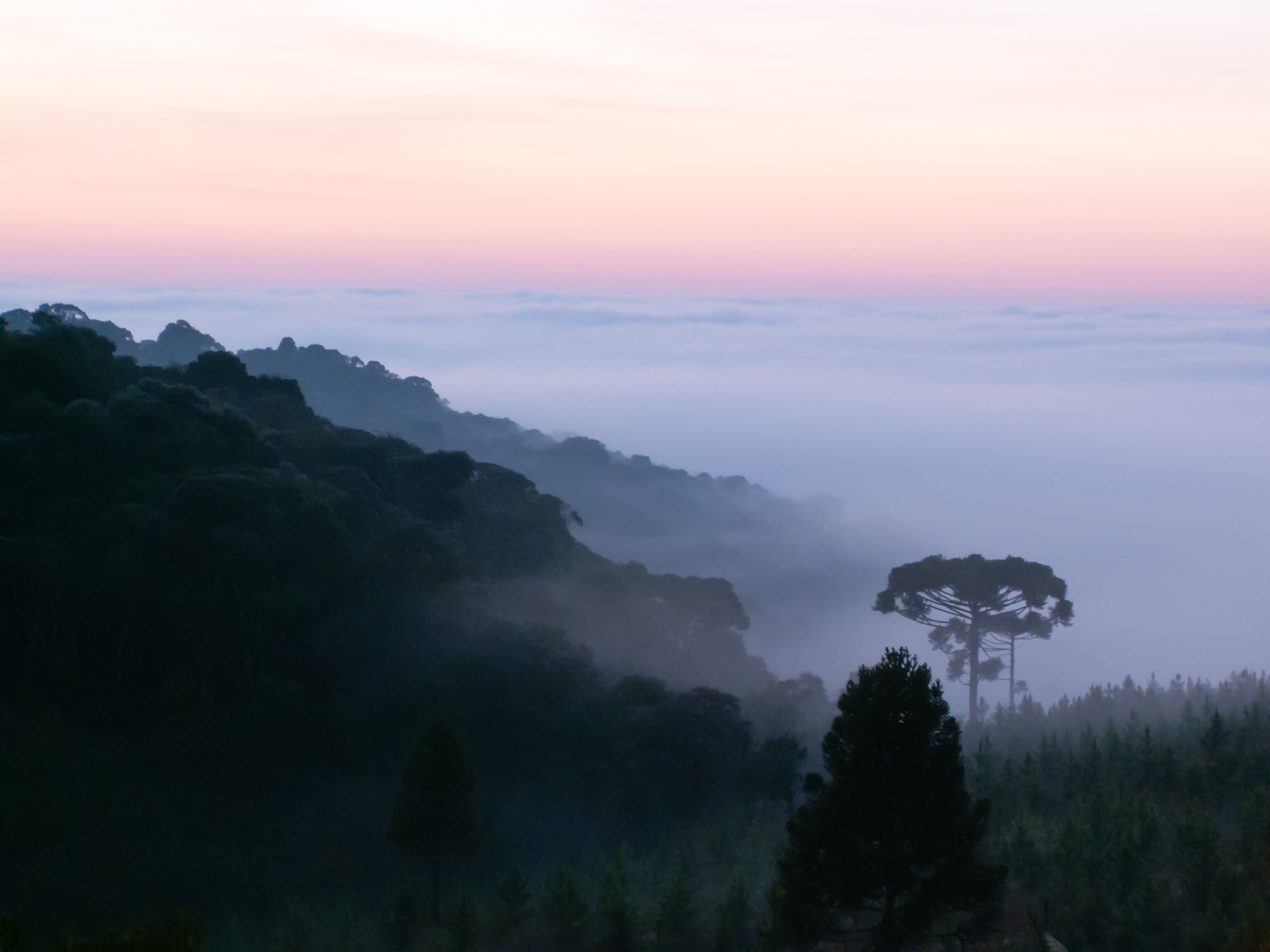
Morgendämmerung in der Nähe von Caçador

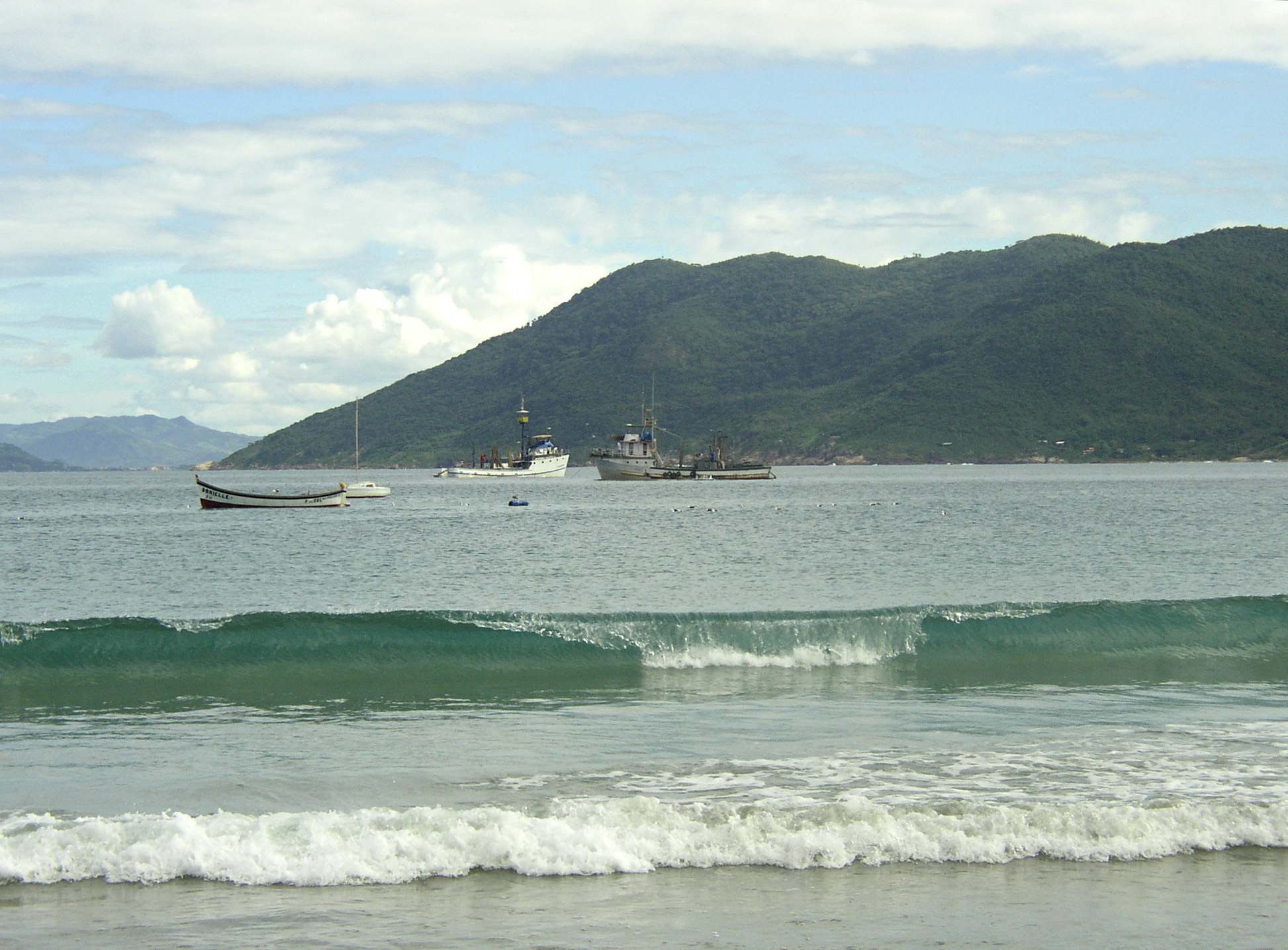
Strand von Florianópolis

Santa Catarina (deutsch „Sankt Katharina“, amtlich portugiesisch Estado de Santa Catarina) ist ein Bundesstaat in der Südregion von Brasilien. In Santa Catarina gibt es eine erhebliche Anzahl Deutschstämmiger. Berühmt ist Blumenau wegen seiner Fachwerkhäuser und seines Oktoberfests. Auch andere Städte wie die Hauptstadt Florianópolis, die Hafenstadt Itajaí, die Kleinstadt Pomerode sowie die Textilindustrie haben Santa Catarina bekanntgemacht. Ein Bewohner des Bundesstaates wird als Catarinenser oder Barriga-Verde (deutsch: „Grünbauch“) bezeichnet.

## Geographie

### Lage
Der Bundesstaat grenzt im Westen mit einer kurzen Grenze an Argentinien. Im Osten wird Santa Catarina durch den Atlantik begrenzt, im Süden durch den brasilianischen Bundesstaat Rio Grande do Sul, im Norden durch Paraná.

### Statistik
Die Fläche beträgt nur etwa 95.731 km² (2021), die Einwohnerzahl lag nach der Volkszählung 2010 bei 6.248.436. Die Zahl wurde vom IBGE am 1. Juli 2021 auf 7.338.473 Bewohner anwachsend geschätzt. Die Bevölkerungsdichte beträgt 65 Personen pro km². Damit zählt Santa Catarina zu den kleineren Bundesstaaten Brasiliens, es nimmt Rang 11 von 27 vergleichbaren Verwaltungsebenen ein.

#### Ehemalige geostatistische Gliederung
Santa Catarina wurde durch das Instituto Brasileiro de Geografia e Estatística (IBGE) von 1989 bis 2017 in sechs geostatistische Mesoregionen gegliedert: Grande Florianópolis, Norte Catarinense, Oeste Catarinense, Serrana, Sul Catarinense und Vale do Itajaí.
Diese waren wiederum in insgesamt 20 Mikroregionen unterteilt: Araranguá, Blumenau, Canoinhas, Campos de Lages, Chapecó, Concórdia, Criciúma, Curitibanos, Florianópolis, Itajaí, Ituporanga, Joaçaba, Joinville, Rio do Sul, São Bento do Sul, São Miguel do Oeste, Tabuleiro, Tijucas, Tubarão und Xanxerê.

### Verwaltungsgliederung
Die Hauptstadt ist Florianópolis, andere bekannte Städte sind Joinville und Blumenau.
Landschaftlich wird der Bundesstaat in acht Regionen unterteilt.

## Geschichte und Kultur

### Kolonialzeit und „Republik Juliana“
Bereits zu Beginn des 16. Jahrhunderts werden in Aufzeichnungen spanischer Seefahrer verschiedentlich Referenzen genannt, die auf Santa Catarina hindeuten. Sicher ist, dass im Jahr 1515 ein Schiff des Entdeckers Juan Díaz de Solís an der Küste des Bundesstaates Schiffbruch erlitt, was als Beginn der Kolonialisierung durch Spanier aufgefasst werden kann. Später kamen die Portugiesen nach Santa Catarina, insbesondere Auswanderer von den Azoren. Im 19. Jahrhundert ist eine verstärkte Einwanderung von Italienern, Polen, Russen, Belgiern und Deutschen zu verzeichnen.
Bis heute prägen diese Gruppen die Kultur Santa Catarinas mit und geben diesem Bundesstaat einen besonderen, europäisch geprägten Charme. Bekannt auch über die Grenzen Brasiliens hinaus ist u. a. das jährlich in Blumenau stattfindende Oktoberfest Blumenau.
Von 1822 bis 1889 war sie die Provinz Santa Catarina im Kaiserreich Brasilien. 1839 weitete sich die Farrapen-Revolution nach Santa Catarina aus, wo die kurzlebige Republik Juliana ausgerufen wurde.

### Besiedelung durch Auswanderer
Im 19. Jahrhundert kamen zahlreiche Einwanderer in die Provinz Santa Catarina, hauptsächlich Deutsche und Italiener.
1828 brachte die Brigue Luiza die ersten deutschen Einwanderer, die ursprünglich aus Bremen kamen, von Rio de Janeiro nach Desterro, das heutige Florianópolis. 1829 siedelten sie sich im nahe gelegenen São Pedro de Alcântara an. Der Ort Treze Tílias (deutsch: Dreizehnlinden) gilt als das „brasilianische Tirol“. Nachkommen von Einwanderern aus Pommern sprechen bis heute Pomerano. Andere sprechen katarinensisch.

## Einwohnerentwicklung
| Jahr           | Einwohnerzahl |
| -------------- | ------------- |
| Zensus 1960    | 2.146.909     |
| Zensus 1970    | 2.930.411     |
| Zensus 1980    | 3.687.652     |
| Zensus 1991    | 4.538.248     |
| Zensus 2000    | 5.349.580     |
| Zensus 2010    | 6.248.436     |
| Schätzung 2021 | 7.338.473     |

## Politik
Die erste Verfassung Santa Catarinas datiert aus dem Jahr 1891, die gegenwärtige Fassung wurde im Jahr 1989 angenommen. Die Exekutive wird von einem Gouverneur ausgeübt. Bei den Gouverneurswahlen in Santa Catarina 2010 erhielt der Kandidat Raimundo Colombo, der für die konservativ-wirtschaftsliberalen Demokraten angetreten war, 52,72 % der Stimmen. Er wechselte 2011 zum Partido Social Democrático (PSD). Colombo wurde bei den Gouverneurswahlen in Brasilien 2014 wiedergewählt, trat aber zum 5. April 2018 zurück, da er einen Senatsposten anstrebte. Nachfolger und amtierender Gouverneur ist seit April 2018 bis zu den Wahlen in Brasilien 2018 sein ehemaliger Vizegouverneur Eduardo Pinho Moreira des Movimento Democrático Brasileiro (MDB).
Die Legislative (Einkammersystem) liegt bei der Legislativversammlung von Santa Catarina (Assembleia Legislativa do Estado de Santa Ca.tarina, ALESC), die aus 40 Parlamentariern besteht. Die Legislaturperiode dauert vier Jahre. Für die erste Zweijahresamtszeit war Julio Cesar Garcia (PSD) Präsident dieses Landesparlaments, er wurde durch Mauro de Nadal (MDB) abgelöst.
In der 56. Legislaturperiode ab 1. Februar 2019 wird der Bundesstaat im Bundessenat von Brasilien von drei Senatoren vertreten: Dário Berger (MDB), Esperidião Amin (PP) und Jorginho Mello (PL). 16 Abgeordnete vertreten den Bundesstaat in der Abgeordnetenkammer Brasiliens.

## Städte
Die Gesamtzahl der Städte in Santa Catarina mit dem Status eines Município (auch Munizipalstadt, Stadt mit Selbstverwaltungsrecht) beträgt 295. Von diesen sind viele in einer der zehn Metropolregionen zusammengeschlossen:
Carbonífera, Chapecó, Contestado, Extremo Oeste, Florianópolis, Foz do Rio Itajaí, Lages, Norte/Nordeste Catarinense, Tubarão und Vale do Itajaí.
| 0–25 Ew./km²    | 25–50 Ew./km²   | 50–100 Ew./km²  |
| 100–150 Ew./km² | 150–200 Ew./km² | 200–300 Ew./km² |
| 300–400 Ew./km² | 400–500 Ew./km² | > 500 Ew./km²   |

Bevölkerungsdichte von Santa Catarina:

Die zehn größten Städte in der Rangfolge der letzten Volkszählung von 2010 sind:
|  | Rang | Gemeinde       | Einwohner Zensus 2000 | Einwohner Zensus 2010 | Schätzung 2018 |
|  | ---- | -------------- | --------------------- | --------------------- | -------------- |
|  | 01   | Joinville      | 429.604               | 515.288               | 583.144 ▲      |
|  | 02   | Florianópolis  | 342.315               | 421.240               | 492.977 ▲      |
|  | 03   | Blumenau       | 261.808               | 309.011               | 352.460 ▲      |
|  | 04   | São José       | 173.559               | 209.804               | 242.927 ▲      |
|  | 05   | Criciúma       | 170.420               | 192.308               | 213.023 ▲      |
|  | 06   | Chapecó        | 146.967               | 183.530               | 216.654 ▲      |
|  | 07   | Itajaí         | 147.494               | 183.373               | 215.895 ▲      |
|  | 08   | Jaraguá do Sul | 108.489               | 143.123               | 174.158 ▲      |
|  | 09   | Lages          | 157.682               | 156.727               | 157.743 ▲      |
|  | 10   | Palhoça        | 102.742               | 137.334               | 168.259 ▲      |

Quelle: IBGE

## Industrie und Landwirtschaft
Die wichtigsten Wirtschaftszweige in Santa Catarina sind die metallverarbeitende und Elektroindustrie um Joinville und Jaraguá do Sul, die Textil- und Glasindustrie um Blumenau, Brusque und Rio do Sul, die Holz verarbeitenden Industrien um Rio Negrinho, São Bento do Sul und Porto União, der Abbau von Mineralien, Fischerei und Viehzucht, sowie der Tourismus.